# Zu den Zwölf Aposteln (Wunsiedel)

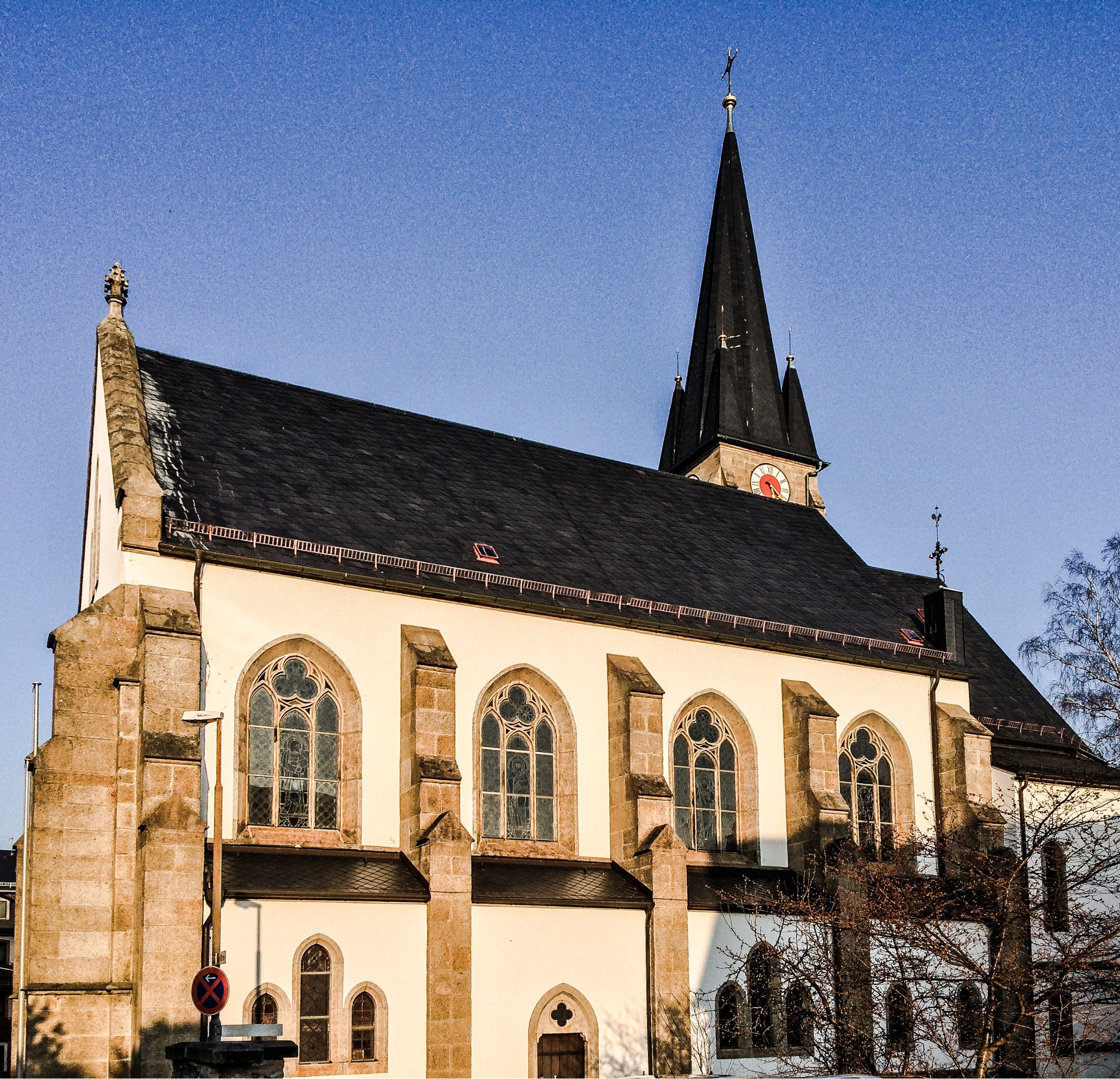
Zu den Zwölf Aposteln, Westansicht

Die Kirche Zu den Zwölf Aposteln ist die 1883–1884 erbaute Pfarrkirche der gleichnamigen römisch-katholischen Pfarrgemeinde in Wunsiedel (Fichtelgebirge). Sie gehört zum Dekanat Kemnath-Wunsiedel im Bistum Regensburg.  Kirchenpatrone sind die zwölf Apostel, das Patronatsfest ist am 29. Juni, dem Fest der Heiligen Petrus und Paulus.

## Geschichte der Pfarrgemeinde
Eine Pfarrgemeinde entstand in Wunsiedel im 14. Jahrhundert, nachdem der Ort 1326 zur Stadt erhoben worden war; ein erster Pfarrer, Konrad Heckel, wurde 1384 namentlich erwähnt. Vorher wurde Wunsiedel seelsorglich von der Pfarrei Redwitz (heute Marktredwitz) betreut. Die Burgkapelle des Albertus de Wunsidil am Bocksberg mit dem Patrozinium des heiligen Martin von Tours war Filialkirche von Redwitz und wurde zur Pfarrkirche St. Veit (mit St. Martin als Nebenpatron) erweitert. Nach mehreren Bränden wurde dort mehrmals wieder eine Kirche errichtet, zuletzt 1731 die heutige evangelische Stadtkirche St. Veit.
Als weitere Kirchen entstanden im 14. Jahrhundert St. Jodok (im Volksmund: „St. Jobst“, Bibersbacher Straße) als Kapelle eines Pest- und Aussätzigenheims sowie um 1340 die Wallfahrtskirche St. Katharina auf dem Katharinenberg, später die Spitalkirchen St. Marien (1450–1452) und St. Sebastian (1477–1486, heute: Mulzhaus, Koppetentorstraße). 1433 wurde Wunsiedel Hauptort eines Dekanats mit 18 Pfarreien.
Die Reformation wurde in Wunsiedel wie in der gesamten Markgrafschaft Bayreuth-Kulmbach ab 1528 eingeführt. 1533 wurden die Kirchen St. Sebastian und St. Katharina geschlossen, ebenso St. Jodok. St. Veit und die Spitalkirche St. Marien wurden evangelisch. Seitdem lebten in Wunsiedel keine Katholiken mehr. Die Sebastianskirche wurde als Lager, später als Reit- und Brauhaus genutzt und 1919 zum Wohnhaus umgebaut. St. Jodok wurde 1565 abgebrochen, die Wallfahrtskirche St. Katharina verfiel zur Ruine; der Turm ist bis heute erhalten.

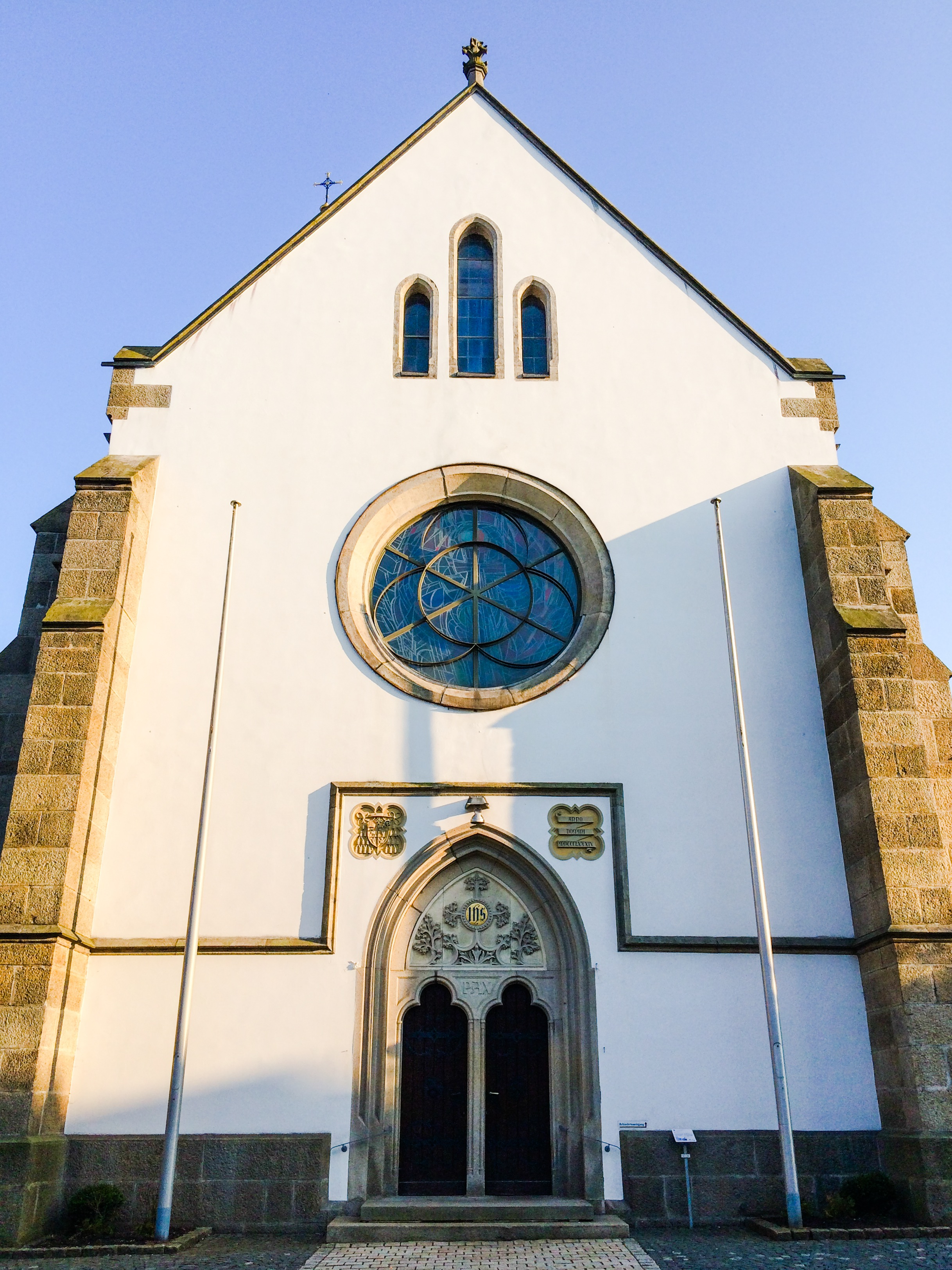
Das Portal an der Nordseite

1771 war in Marktredwitz eine erste Seelsorgestelle für die katholischen Soldaten der dort neu eingerichteten Garnison gebildet worden, aus der im 19. Jahrhundert die dortige Pfarrei entstand. Ab 1840 kamen im Zuge der Industrialisierung wieder Katholiken in die Region, die zunächst zur Pfarrei Marktschorgast bzw. der Expositur Hof (Erzbistum Bamberg) gehörten, da offenbar die ehemalige Zugehörigkeit zum Bistum Regensburg in Vergessenheit geraten war. Ab 1859 gehörte Wunsiedel dann wie vormals zur Pfarrei Marktredwitz im Bistum Regensburg. Damals lebten 140 Katholiken in der Expositur Wunsiedel.
1861 wurde zum ersten Mal seit der Reformation wieder ein katholischer Gottesdienst gefeiert, nachdem Bischof Ignatius von Senestrey auf Betreiben des Marktredwitzer Pfarrers Froschauer in Wunsiedel das ehemalige Patrimonialgerichtshaus (der heutige katholische Pfarrhof) erworben und dort im Erdgeschoss einen Betsaal (die „Expositur-Kapelle“) mit Priesterwohnung im Obergeschoss eingerichtet hatte. Der Raum erhielt bereits eine Orgel, die von dem abgedankten bayrischen König Ludwig I. gestiftet worden war. Auch Bürgermeister Landgraf hatte den Bau einer katholischen Kirche in Wunsiedel dringend befürwortet. Der erste Seelsorger war Expositus Johann Baptist Käß. Eine einklassige katholische Volksschule mit angegliederter Sonntagsschule wurde 1863 im Pfarrgarten eröffnet (später Waschküche), 1916 erhielt sie, inzwischen sechsklassig, ein in der Kemnather Straße erworbenes Gebäude, das spätere Jugendheim.
Am 9. August 1883 legte Bischof von Senestrey persönlich den Grundstein für die heutige Pfarrkirche, die bereits am 15. Oktober 1884 geweiht werden konnte. Der Bischof hatte anlässlich seines 25-jährigen Bischofsjubiläums 1883 um Spenden für einen Kirchbau in Wunsiedel gebeten.
Zur Kirchweihe reisten Bischof Ignatius von Senestrey, der Regensburger Domchor und andere Gäste am Vortag mit der Eisenbahn aus Regensburg an. Die auswärtigen Gäste wurden in Privatquartieren untergebracht, organisiert von einem „Wohnungs-Comité“. Am Abend gab es eine Vorfeier mit gemeinsamem Chorgebet der anwesenden rund 50 Kleriker, einer festlichen Beleuchtung der Kirche und einer musikalischen Serenade vor der Kirche. Die Tochter von Baumeister Retsch überreichte dem Bischof die Kirchenschlüssel. Die Feierlichkeiten am Kirchweihtag begannen um sieben Uhr morgens. Die Reliquien mehrerer Heiliger wurden in feierlicher Prozession aus der Expositur-Kapelle zur Kirche überführt, um die Kirche getragen und im Altar eingemauert. Die Festpredigt fand gegen zehn Uhr statt, anschließend das Pontifikalamt. Nach der Messfeier spendete der Bischof noch das Sakrament der Firmung an 45 Kinder. Beim nachmittäglichen Diner im Gasthof zum Kronprinzen mit 85 Gästen sprach Bezirksamtmann Hartmann den Wunsch aus, „daß der religiöse Friede und Eintracht in Wunsiedel nie getrübt werden möge“. Der Festtag schloss mit der feierlichen Vesper am Nachmittag. Musikalisch gestaltet wurden alle Gottesdienste vom Regensburger Domchor.
Seit 1900 ist Wunsiedel selbständige Pfarrei mit damals 752 Katholiken; erster Stadtpfarrer war Georg Hiegl. Es entstanden zahlreiche Vereine: der Katholische Männerverein (1902, später: KAB), 1909 ein Jugendverein für die männliche Jugend, 1912 der Gesellenverein (später: Kolpingsfamilie), 1913 ein Mädchen-Jugendverein und ein Arbeiterinnen-Verein (später: Marthakreis), schließlich 1918 der Mütterverein (später: Frauenbund). 1909 wurde für diese Aktivitäten an der Ludwigstraße das Katholische Vereinshaus gebaut.
Wunsiedel wurde Mutterpfarre für Marktleuthen (1909 Betsaal, 1913 Expositur, 1929 Pfarrei) und Weißenstadt (1912 Betsaal, 1936 Kirchbau, 1951 Expositur, 1975 Pfarrei). In Bad Alexandersbad wurde von 1839 bis etwa 1863 Gottesdienst im Kurhaus gehalten, ab 1933 in einem Privathaus und ab 1946 in einem Saal des Kurhauses, bis 1963 am Alten- und Pflegeheim St. Michael, bis die Kirche St. Elisabeth errichtet wurde; die Expositur von Wunsiedel ist geblieben.
Nach dem Ende des Zweiten Weltkriegs verdoppelte sich die Zahl der Katholiken durch Zuzug von Heimatvertriebenen und Flüchtlingen auf etwa 4000. 1970 zählte die Pfarrgemeinde Wunsiedel 5200 Katholiken, heute sind es etwa 3900. Derzeitiger Pfarrer ist Günter Vogl. Gottesdienstorte sind neben der Zwölf-Aposteln-Kirche die 1956 benedizierte Kapelle in Holenbrunn, St. Elisabeth in Bad Alexandersbad und Tröstau, wo 1950 eine neue Marienkirche für die etwa 400 dort lebenden Heimatvertriebenen gebaut worden war.
| Liste der Pfarrer von Wunsiedel nach der Reformation0 | Liste der Pfarrer von Wunsiedel nach der Reformation0                                                   |
| ----------------------------------------------------- | --- |
| Expositi                                              | |
| 1861–1862                                             | Johann Baptist Käß († 26. November 1865 in Regensburg)                                                  |
| 1862–1869                                             | August Igl († 3. Oktober 1902 in Gebenbach)                                                             |
| 1869–1874                                             | Johann Baptist Dobler († 17. August 1895 in Kemnath)                                                    |
| 1874–1879                                             | Alois Zeitler († 19. Dezember 1906 in Regensburg)                                                       |
| 1879–1885                                             | Josef Beer († 3. Dezember 1915 in Neuhaus bei Windischeschenbach)                                       |
| 1885–1892                                             | Franz Xaver Maierhöfer († 6. August 1912 als Domkapitular in Regensburg)                                |
| 1892–1894                                             | Johann Baptist Kammermeier († 28. März 1934 in Beratzhausen)                                            |
| 1894–1900                                             | Josef Schmucker († 21. April 1902 in Niederviehbach)                                                    |
| Stadtpfarrer                                          | |
| 1900–1910                                             | Georg Hiegl († 31. Juli 1940 in Cham)                                                                   |
| 1910–1941                                             | Johann Baptist Stuber, Dekan, Bischöfl. Geistlicher Rat († 20. Juli 1948 als Stiftsdekan in Regensburg) |
| 1941–1951                                             | Konrad Müller, Prälat, Apostolischer Protonotar                                                         |
| 1952–1963                                             | Georg Güntner, Dekan, Bischöfl. Geistlicher Rat († 20. Januar 1984 in Regensburg)                       |
| 1963–1985                                             | Josef Stäringer, Prälat, Bischöfl. Geistlicher Rat, Regionaldekan                                       |
| 1985–1991                                             | Otto Krottenthaler († 28. August 2016 in Deggendorf)                                                    |
| 1991–1993                                             | Hermann Reigber                                                                                         |
| 1993–2000                                             | Wilhelm Pitschmann                                                                                      |
| seit 2000                                             | Günter Vogl                                                                                             |

## Architektur

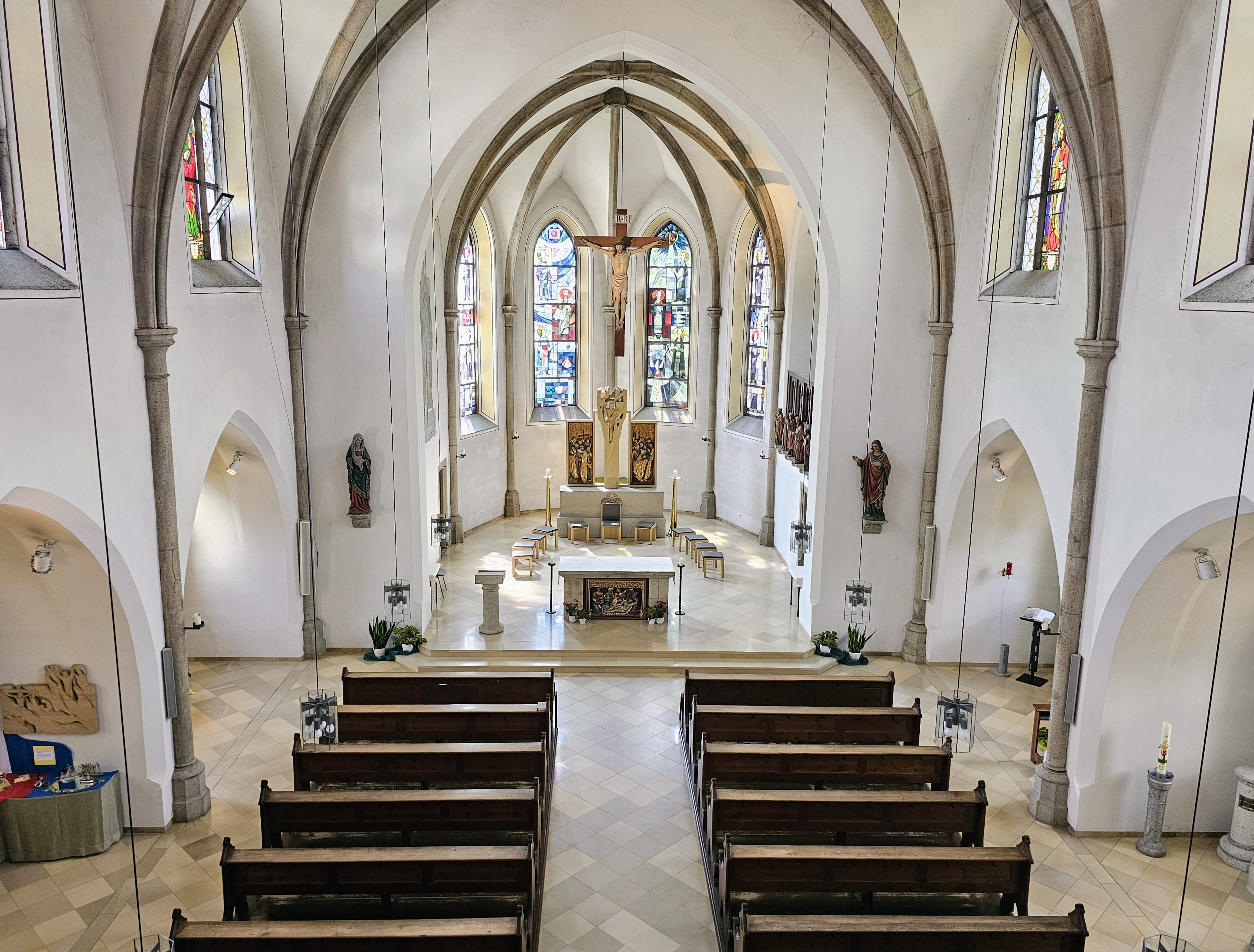
Inneres (2023)

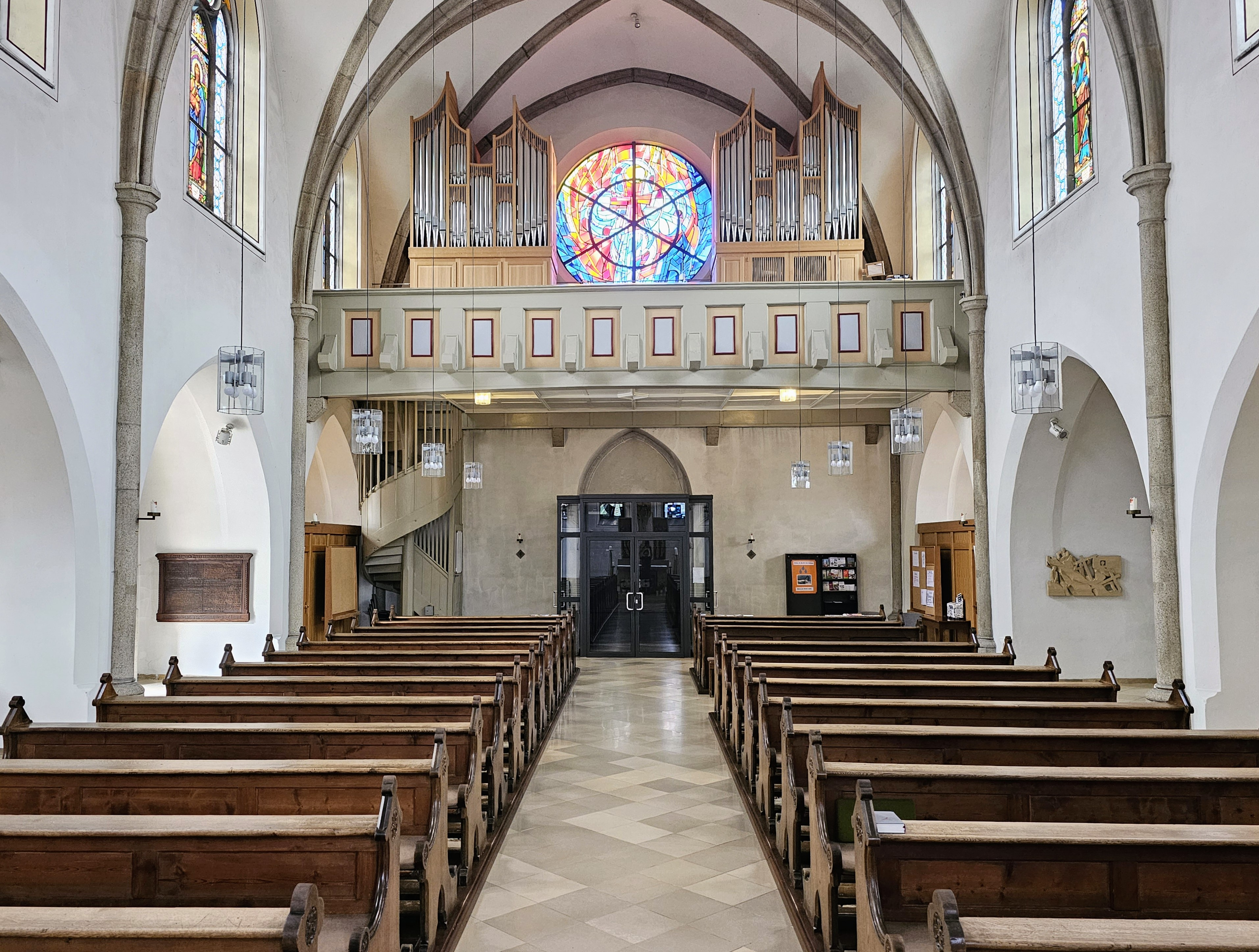
Blick zur Orgel

Die Pfarrkirche Zu den Zwölf Aposteln wurde nach Plänen des Regensburger Domvikars Georg Dengler von Maurermeister Retsch im neugotischen Stil errichtet. Der spitze, hohe Turm ist unmittelbar östlich im Choreinzug an den Chor angebaut. Innen ist es eine vierjochige Saalkirche mit Kreuzrippengewölbe und Maßwerkfenstern, in der Nordfassade mit einem Rosettenfenster. Der eingezogene Chor hat die Besonderheit, dass er mit vier Polygonalseiten schließt, also kein Fenster in der Mittelachse hat. Rechts und links vom Kirchenschiff öffnen sich in den einzelnen Jochen niedrigere Seitenkapellen, die durch Spitzbögen betreten werden und von außen den Eindruck von Seitenschiffen erwecken.
Die Wände der Kirche waren ursprünglich von dem Kirchenmaler Max Schmalzl, einem in Falkenstein (Oberpfalz) gebürtigen Redemptoristen, im Nazarenerstil mit Motiven aus der Apostelgeschichte bemalt. Der Altar bestand aus zwei Granitblöcken von der Luisenburg. 1946 unterzog Stadtpfarrer Müller die Kirche einer gründlichen Umgestaltung. Der hölzerne Altaraufbau und die Wandmalereien verschwanden, die Kirche wurde weiß getüncht und erhielt an den Wänden neue Kreuzwegbilder und eine Darstellung des Christophorus von Karl Platzeck. Eine neu erbaute Empore an der Nordseite nahm die Orgel auf. 1947 erhielt die Kirche ein neues vierstimmiges Geläut, 1958 eine neue Heizung.
Eine weitere Renovierung erfolgte 1962–1965. Die Fenster im Chorraum wurden erneuert, die neuen Fenster von Theo Kittsteiner (München) stellen die Kirchenpatrone, die zwölf Apostel, dar. Die Kanzel und drei der vier Nebenaltäre wurden aus der Kirche entfernt. Nach mehreren Teilsanierungen und dem Anbau einer Sakristei (1998) erfolgte die letzte Innenrenovierung im Jahre 2004. Es wurde eine Fußbodenheizung eingebaut, der Chorraum wurde um eine Stufe abgesenkt und mit Solnhofener Platten ausgelegt. An den Wänden blieb lediglich das Bild des Christophorus erhalten. Die Seitenkapellen erhielten neue Funktionen; die beiden Beichtstühle wurden durch Beichtzimmer ersetzt.

## Ausstattung

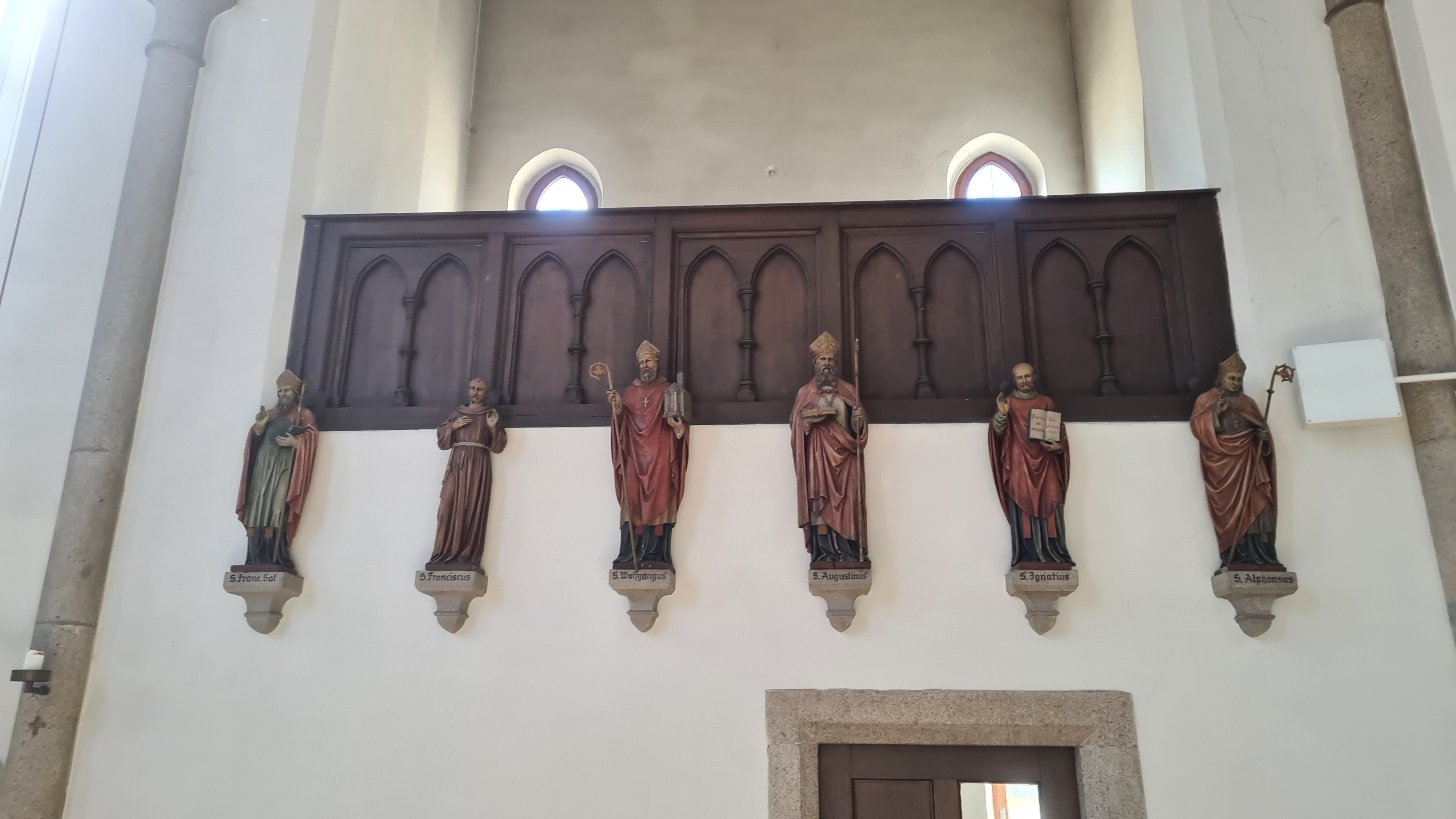
Skulpturen im Altarraum

### Skulpturen
Bischof Ignatius von Senestrey schenkte der Kirche bereits beim Bau 1884 ein Holzrelief mit der Darstellung der Grablegung Christi, um 1500 in der Oberpfalz entstanden. Es wurde 2004 als Antependium an der Vorderseite des Altars angebracht. Im Eingangsbogen des Chorraums hängt ebenfalls seit 2004 ein großes Kruzifix aus der Kreuzigungsgruppe des ursprünglichen Hochaltars. Die dazugehörigen Figuren der Maria und des Jüngers Johannes fanden ihren Platz auf Podesten an der rechten und linken Stirnseite des Kirchenschiffs.
Den Altar bestimmt eine Kombination einer modernen Holzplastik des Weidener Künstlers Günter Mauermann mit dem Titel Der auferstandene Christus, eingerahmt von einem zweiteiligen Holzrelief Die zwölf Apostel mit ihren Marterwerkzeugen, das ebenfalls zur Erstausstattung der Kirche gehörte und aus einem spätgotischen oberpfälzischen Flügelaltar (um 1520) stammen dürfte. Die gelungene Installation erinnert an ein Triptychon.
Ein wertvolles Kunstwerk ist eine spätgotische Statue der Madonna mit dem Kind im Stile einer Maestà, die wahrscheinlich um 1420 in Regensburg entstand, eine Schenkung des Bischofs von Senestrey. Sie steht seit 2004 in einer der westlichen Seitenkapellen, der Marienkapelle.

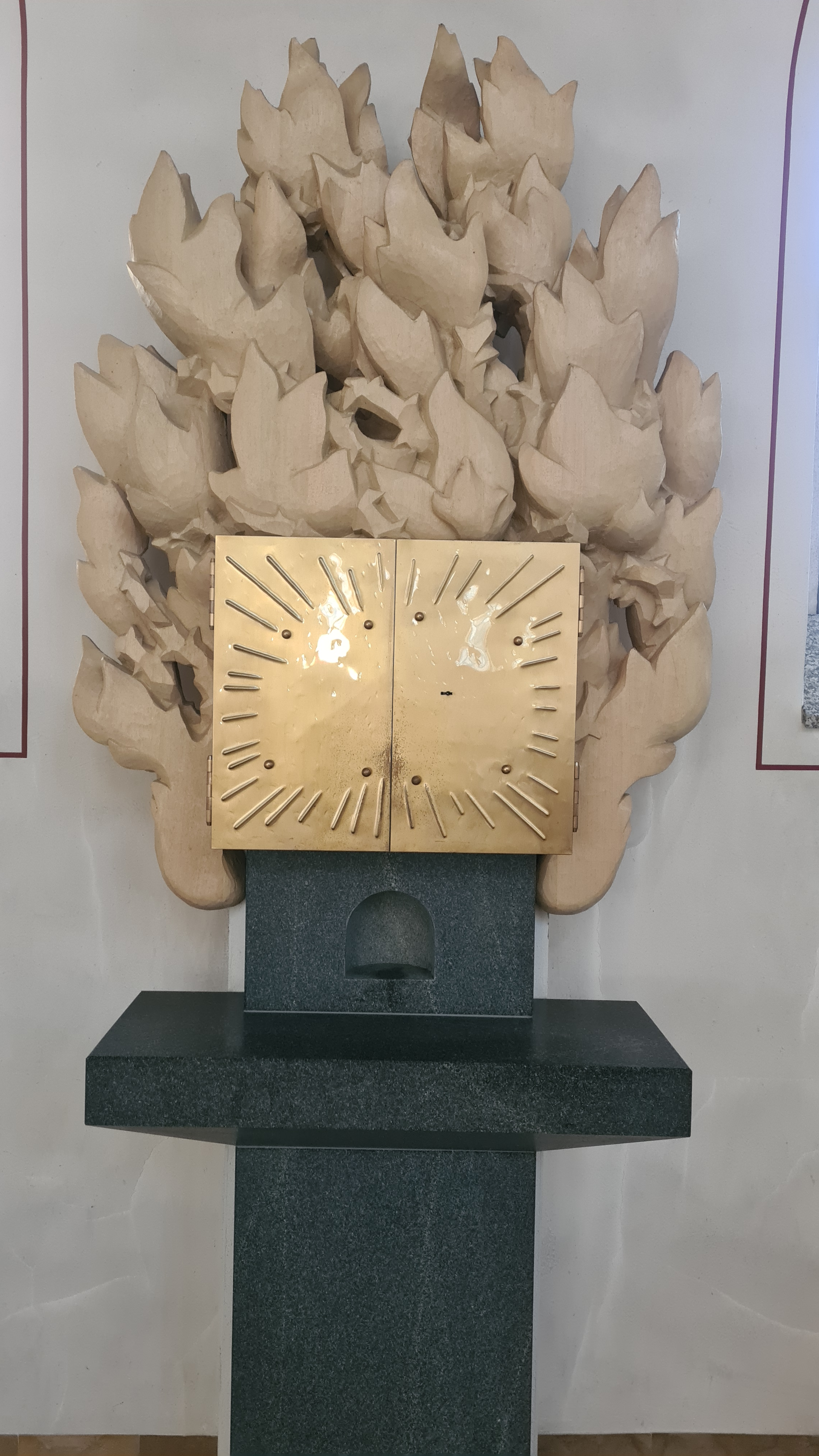
Tabernakel „Brennender Dornbusch“

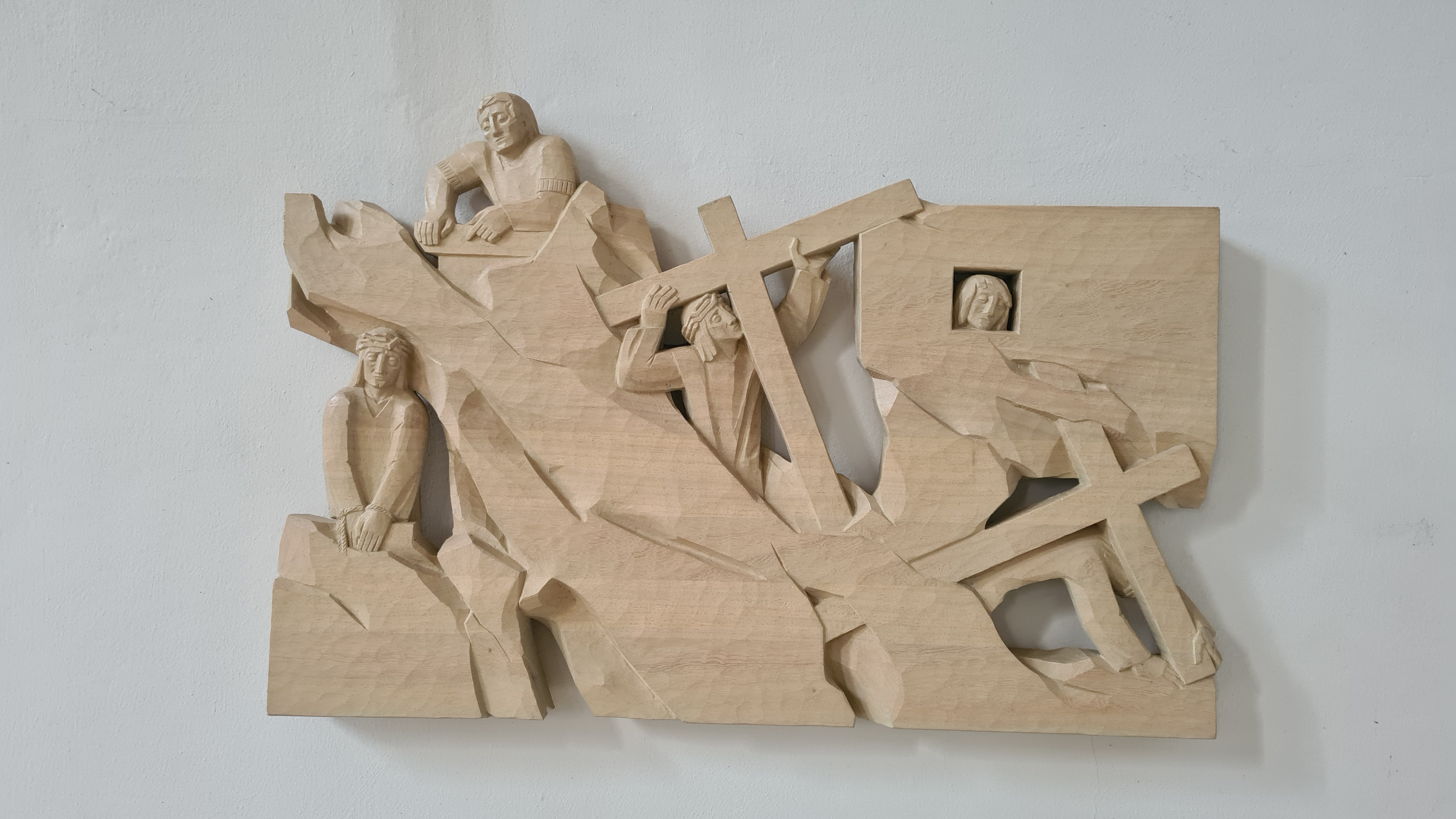
Moderne Kreuzweggestaltung

### Tabernakel, Taufstein, Kreuzweg
Der Tabernakel, ebenfalls in einer der westlichen Kapellen, ist wie die Altarplastik ein Werk von Günter Mauermann. Der Tabernakelbehälter ist eingefasst von einer Darstellung des brennenden Dornbuschs (Ex 3,1  bis 4,17 ), eines alttestamentlichen Zeichens der Anwesenheit Gottes. Das achteckige Taufbecken erhielt eine Pumpe, so dass  die Taufspendung mit fließendem Wasser erfolgen kann. Neben dem Taufstein werden in einer Stele die heiligen Öle für Taufe und Krankensalbung aufbewahrt.
In den Nischen der gegenüberliegenden Ostseite sind auf vier flachen Holztafeln die Stationen des Kreuzwegs plastisch dargestellt. Auch dieses einprägsame Kunstwerk stammt von Günter Mauermann.

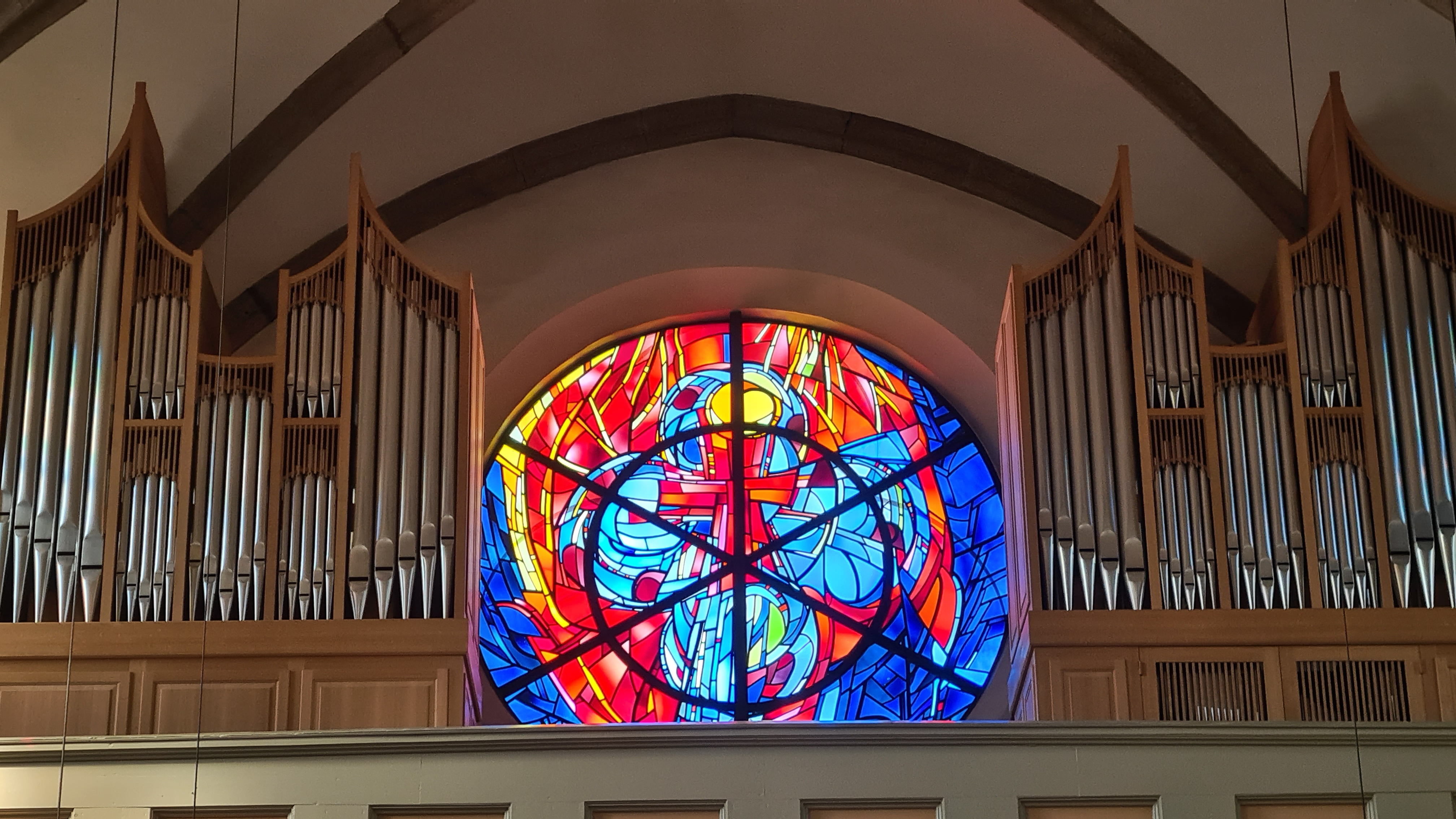
Empore mit Kögler-Orgel und farbigem Kirchenfenster

### Orgel

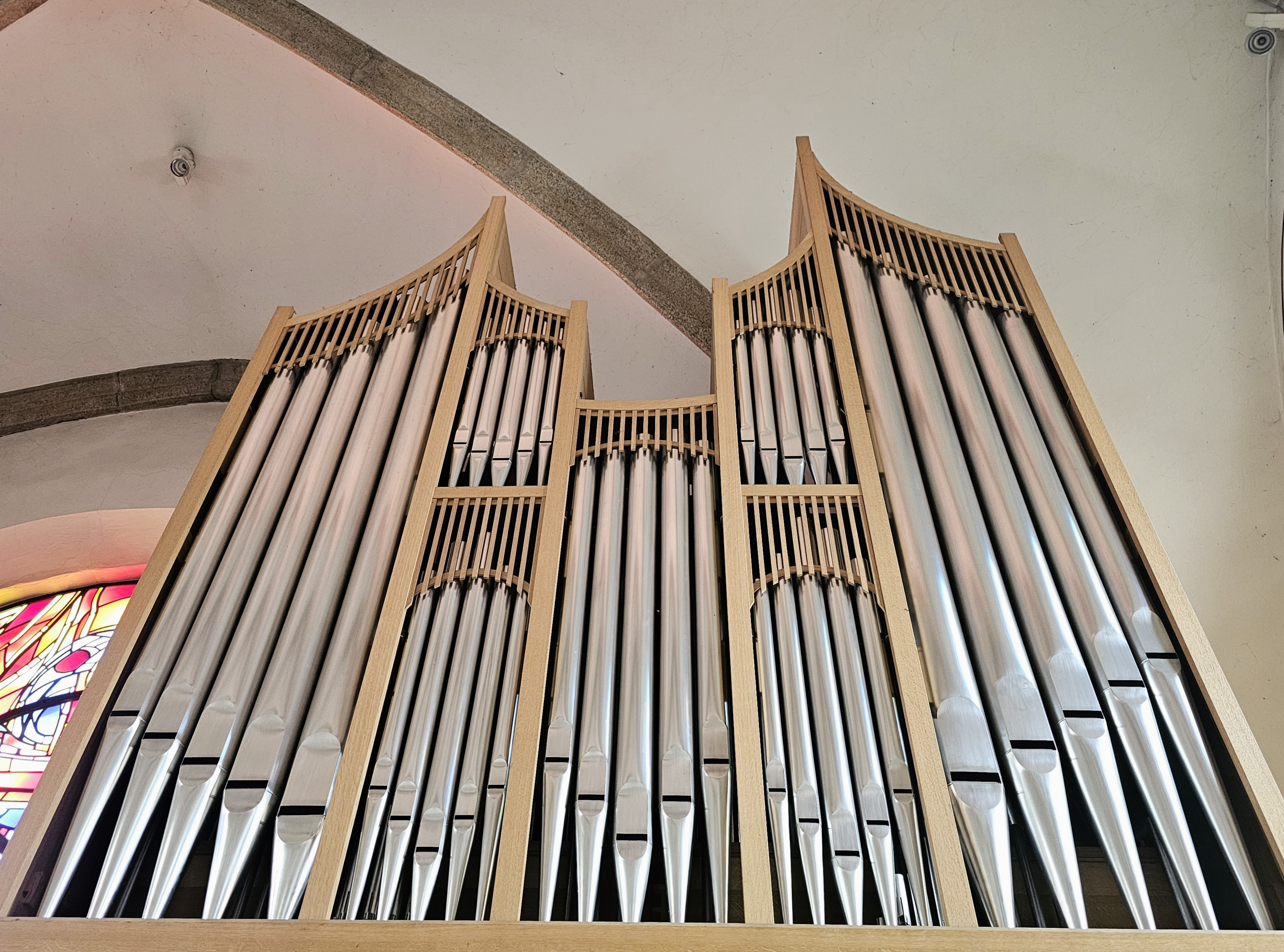
Rechter Prospekt der Kögler-Orgel

2011 erhielt die Kirche eine neue Orgel, erbaut von der Firma Orgelbau Kögler in St. Florian. Sie verfügt über 22 Register, die auf zwei Manuale und das Pedal verteilt sind. Die Disposition lautet:
| I Hauptwerk C–g3 |    |
| Principal        | 8′ |
| Hohlflöte        | 8′ |
| Gamba            | 8′ |
| Octave           | 4′ |
| Spitzflöte       | 4′ |
| Quinte           | 3′ |
| Superoctave      | 2′ |
| Mixtur IV        |    |
| Trompete         | 8′ |

| II Brustwerk C–g3 |    |
| Coppel            | 8′ |
| Quintadena        | 8′ |
| Octave            | 4′ |
| Flöte             | 4′ |
| Waldflöte         | 2′ |
| Sesquialtera II   |    |
| Cimbel III        |    |
| Dulcian           | 8' |
| Tremulant         |    |

| Pedal C–f1  |     |
| Subbass     | 16′ |
| Octavbass   | 8′  |
| Gedecktbass | 8′  |
| Octave      | 4′  |
| Posaune     | 16′ |

- Koppeln: II/I, I/P, II/P
- Traktur: mechanische Schleiflade

## Einrichtungen der Pfarrgemeinde
- 1904 wurde das Josefsheim, ein von Mallersdorfer Schwestern geleitetes Kinderheim, gegründet. Es wird heute als heilpädagogische Einrichtung der Kinder- und Jugendhilfe unter dem Namen Kinder- und Jugendhilfezentrum St. Josef Wunsiedel geführt.[10]
- Die Kindertagesstätte St. Franziskus wurde 1952 als Kindergarten St. Franziskus im Franziskusheim gegründet und erhielt 1976 in der Markgrafenstraße 21 als Neubau ihr heutiges Gebäude.[11]
- Am 16. Oktober 1983 wurde neben der Kirche das Pfarrheim St. Wolfgang eingeweiht.